# Thorakale hulrum
Thorakale hulrum (eller brysthulen eller thoraxhulen) er et hulrum i kroppen der er beskyttet af den thorakale væg. Det centrale kompartment af det thorakale hulrum er mediastinum. Der er to åbninger i det thorakale hulrum, en superior thorakal aperture kendt som det thorakale indløb og en lavere inferior thorakal aperture kendt som det thorakale afløb.
| Anatomi | Spire Denne artikel om anatomi er en spire som bør udbygges. Du er velkommen til at hjælpe Wikipedia ved at udvide den. |